# Adolf Fauland
Adolf Fauland (* 3. Mai 1933 in Leoben; † 10. August 2013 ebenda) war ein österreichischer Politiker (SPÖ), Stahlkontrollor und Arbeiterbetriebsratsobmann. Fauland war von 1977 bis 1990 Abgeordneter zum Nationalrat.
Fauland besuchte nach der Pflichtschule die dreijährige Werksschule der VÖEST-Alpine Montan AG in Donawitz, wobei er ab 1949 in diesem Werk beschäftigt war. Fauland war ab 1958 Stahlkontrollor und bildete sich drei Jahre lang an einer Gewerkschaftsschule sowie an der Otto-Möbes-Volkswirtschaftsschule in Graz weiter.
Fauland hatte ab 1959 verschiedene Vertrauensmann- und Betriebsratsfunktionen der sozialistischen Gewerkschaftsfraktion im Werk Donawitz inne und war 1970 Arbeiterbetriebsratsobmann-Stellvertreter sowie ab 1974 Arbeiterbetriebsratsobmann. Zudem fungierte er als Mitglied des Zentralbetriebsrates der VÖEST-Alpine Montan AG. Fauland war zudem in der SPÖ Donawitz als Obmann-Stellvertreter aktiv und hatte verschiedene weitere Funktionen in der SPÖ Steiermark sowie in der Gewerkschaft inne. Fauland vertrat die SPÖ vom 28. September 1977 bis zum 4. November 1990 im Nationalrat.

## Auszeichnungen
- 1985: Großes Silbernes Ehrenzeichen für Verdienste um die Republik Österreich[1]
- 1990: Großes Goldenes Ehrenzeichen für Verdienste um die Republik Österreich[1]